# Murinsel
La Murinsel (en allemand, Île sur la Mur) est un projet de construction de type particulier, réalisé à Graz en 2003, dans le cadre des événements liés au statut de Capitale européenne de la culture de la ville.
Le souhait de la municipalité est la réalisation d'une parfaite osmose entre l'architecture et l'art dans un espace public et urbain, associée à l'eau ; aussi, l'architecte et artiste new yorkais Vito Acconci a créé, selon une idée de Robert Punkenhofer, fondateur et directeur d'Art & Idea, un nouvel espace spectaculaire, une île artificielle sur la rivière la Mur.
La structure, d'une longueur de 50 mètres et d'une largeur de 20 mètres, a une forme organique et épouse celle d'une coquille. Elle comprend un amphithéâtre et héberge, sous un dôme, comme le concepteur l'appelle, un café et un espace ludique avec, cependant, un nombre de visiteurs accueillis limité à 350.
Située au cœur de la cité, entre le Schloßberg et le Kunsthaus et l'un des emblèmes de la ville de Graz, la Murinsel est, à vrai dire, plus une plate-forme émergée qu'une île et, dotée de deux passerelles, elle permet de relier les deux rives de la rivière.

## Galerie

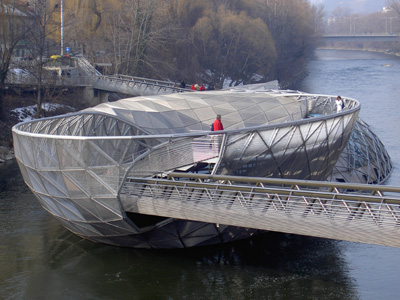
Murinsel
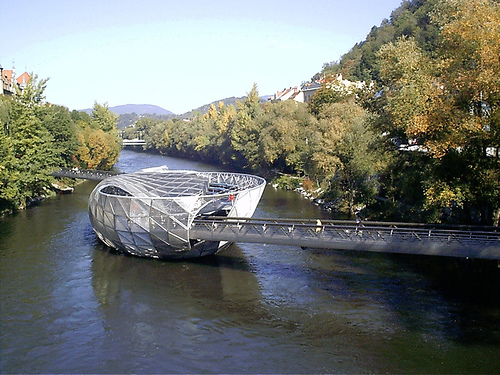
Murinsel
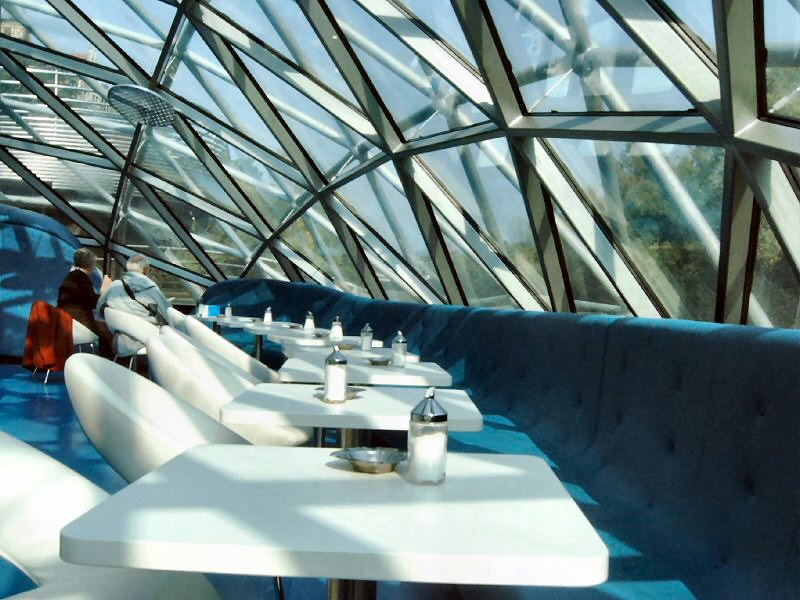
Murinsel, vue intérieure
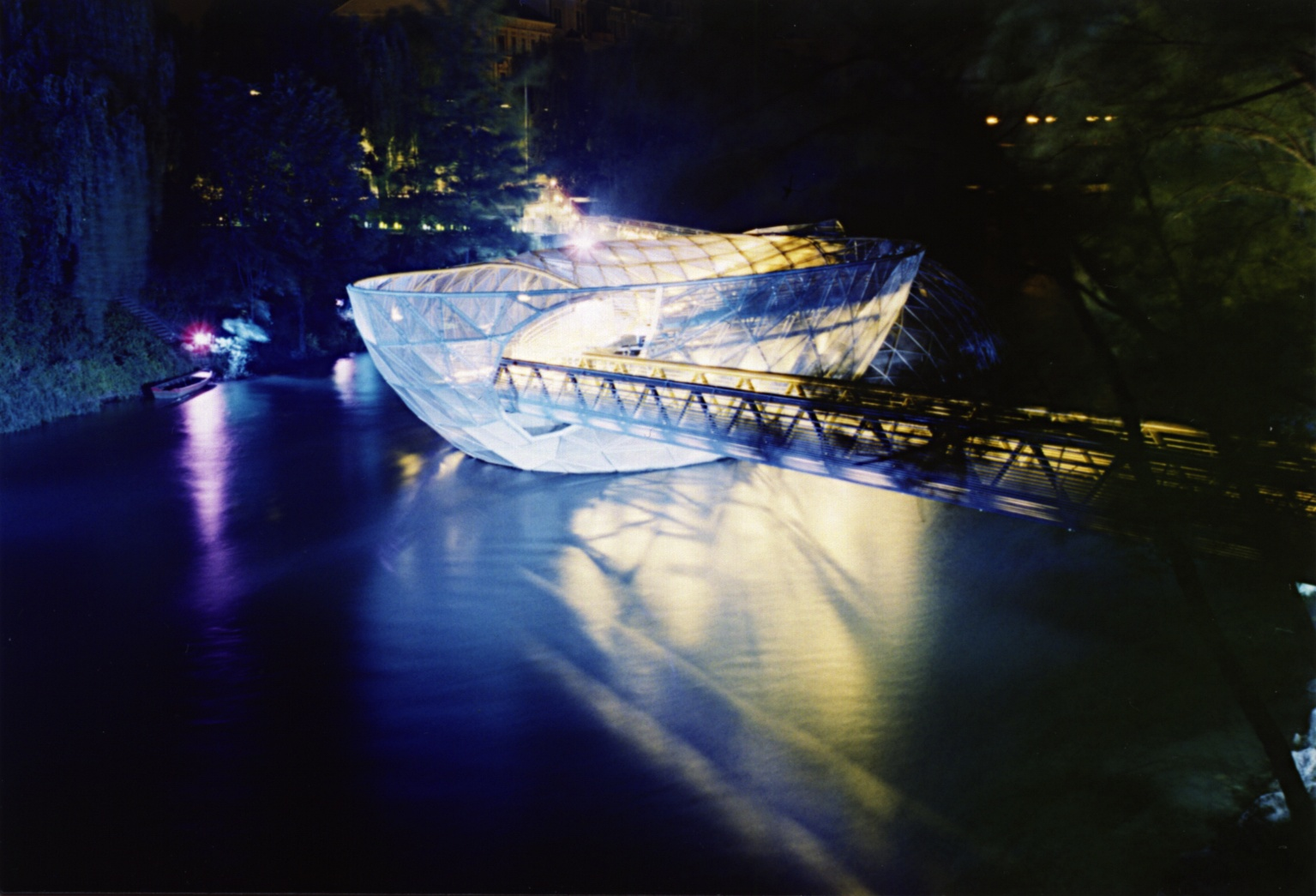
Murinsel, vue nocturne
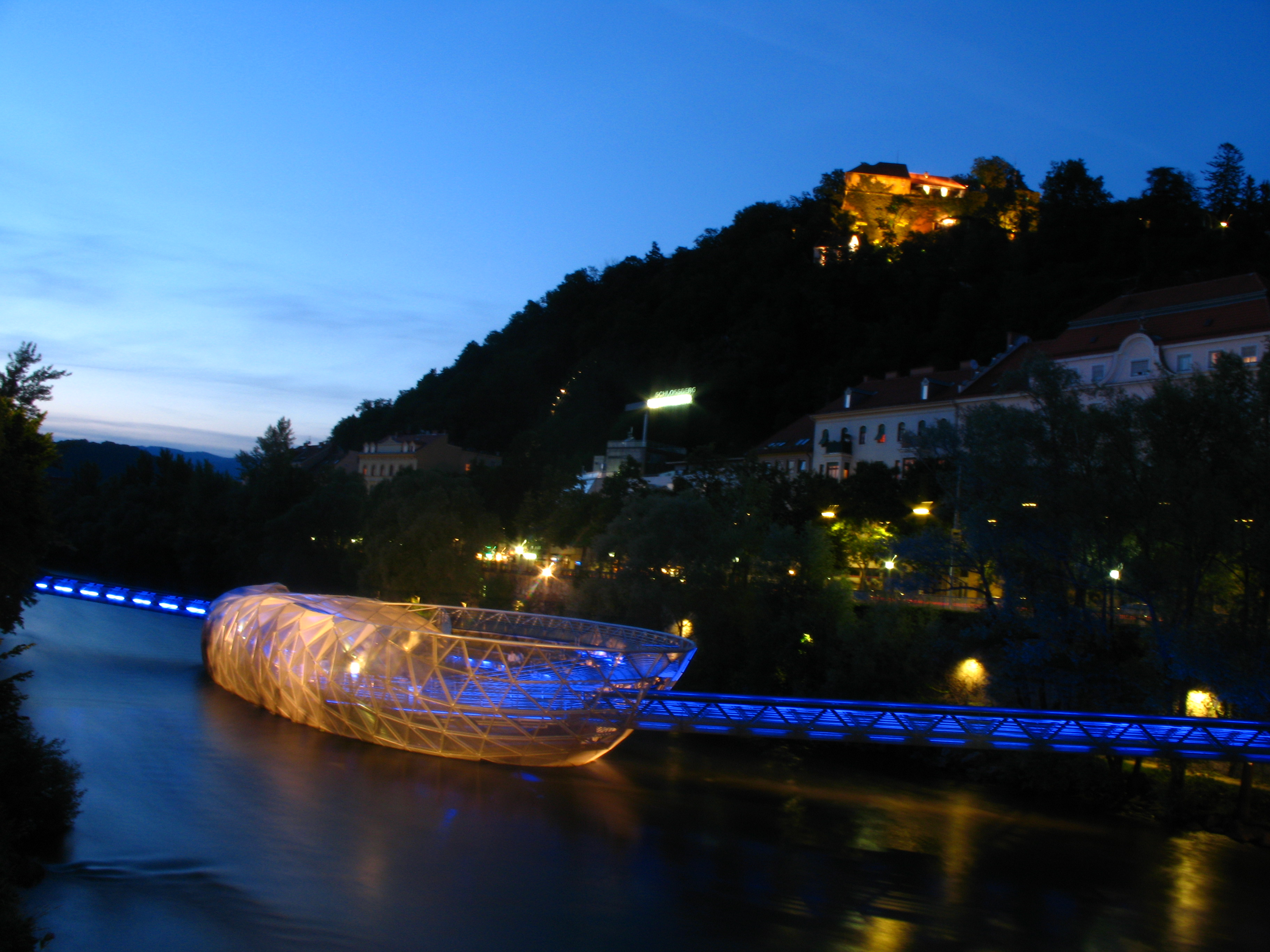
Murinsel, vue nocturne
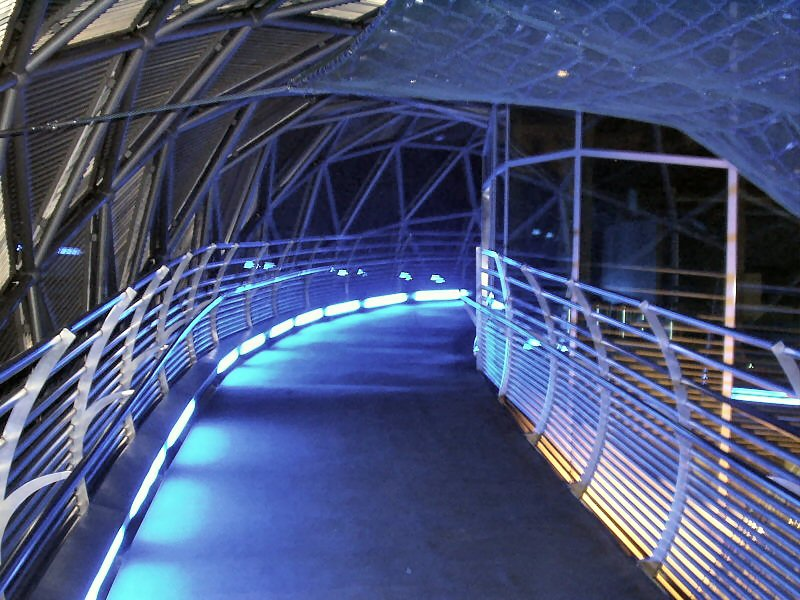
Murinsel, vue intérieure nocturne
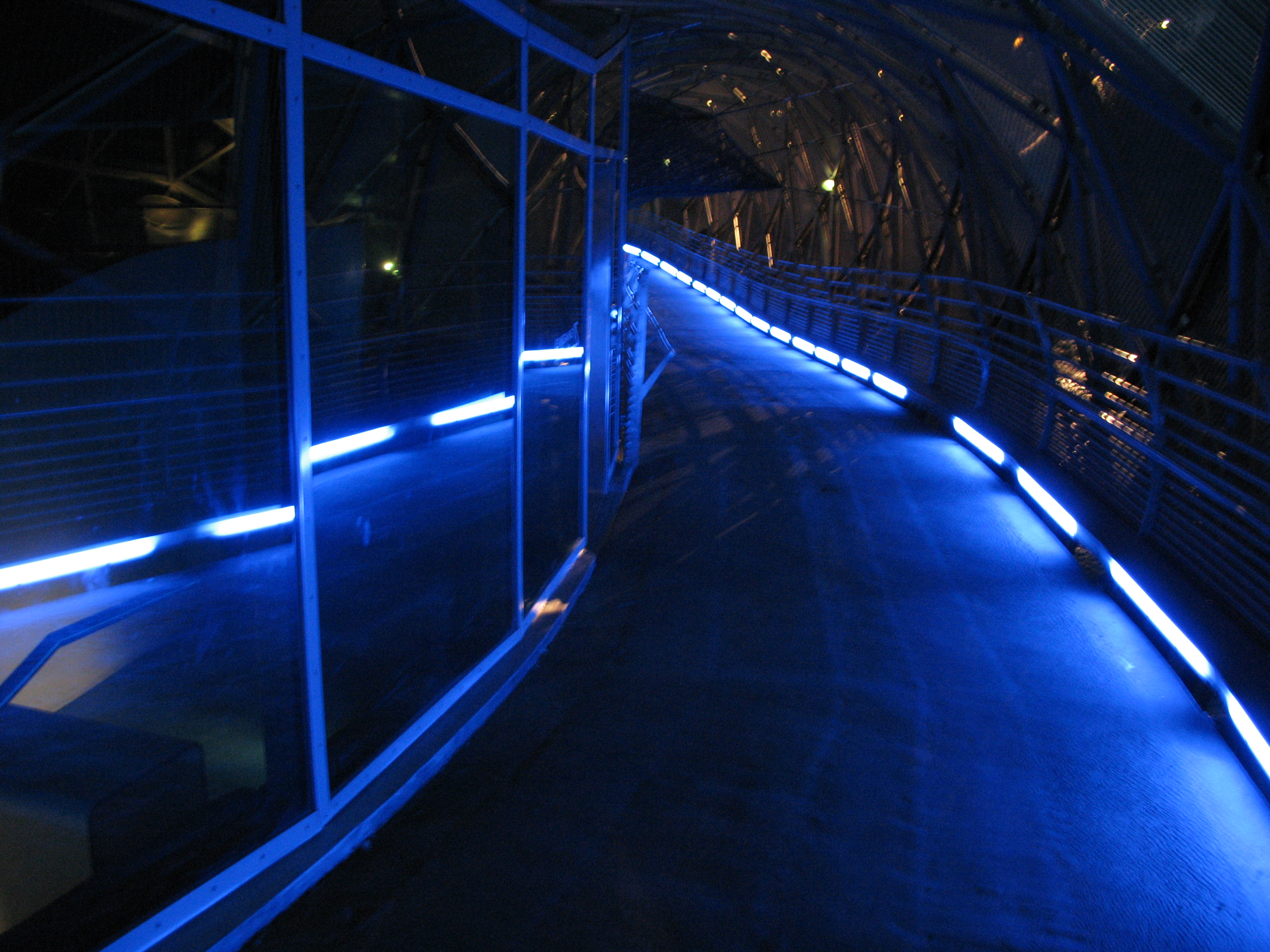
Murinsel, vue nocturne
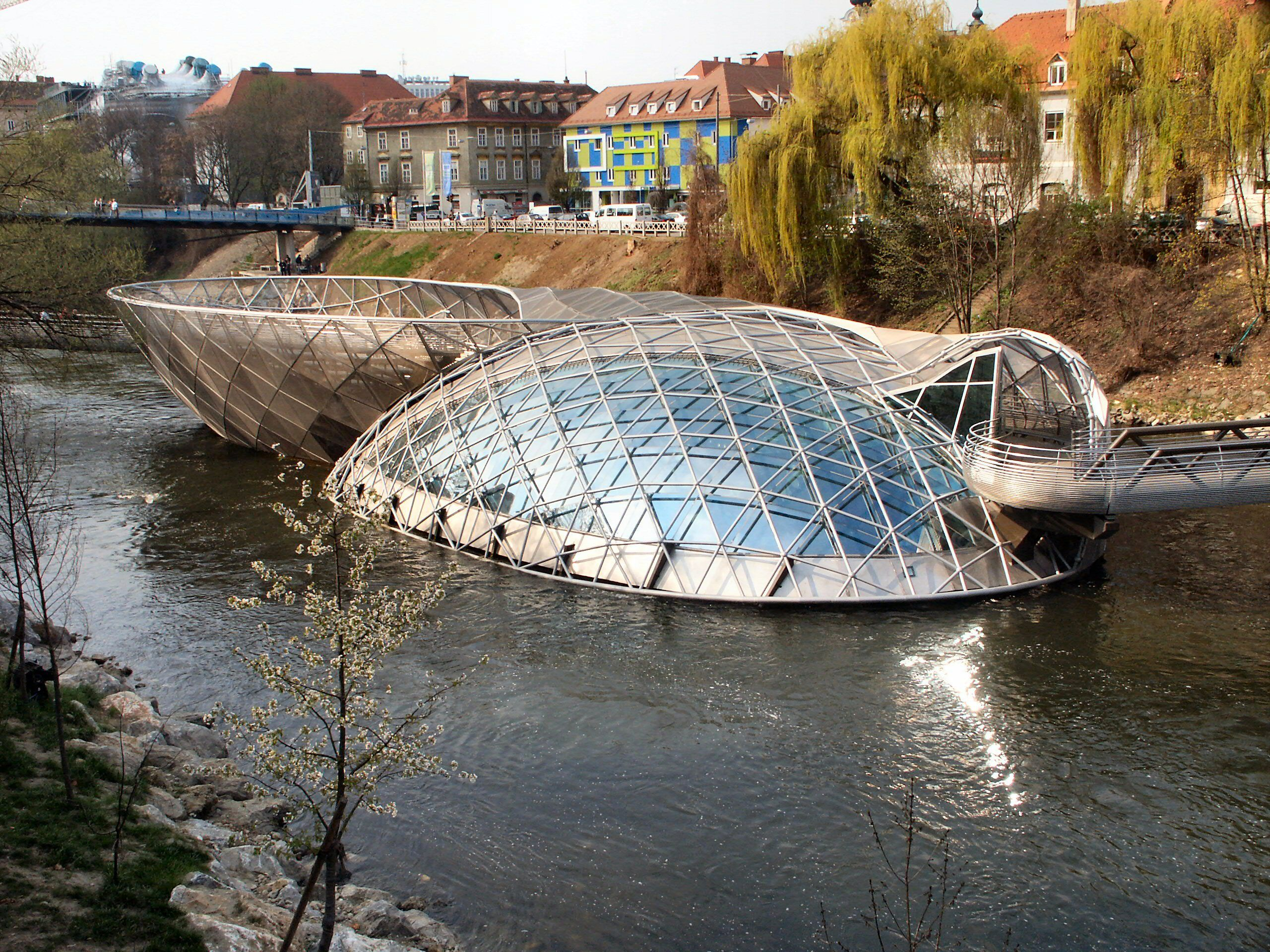
Murinsel
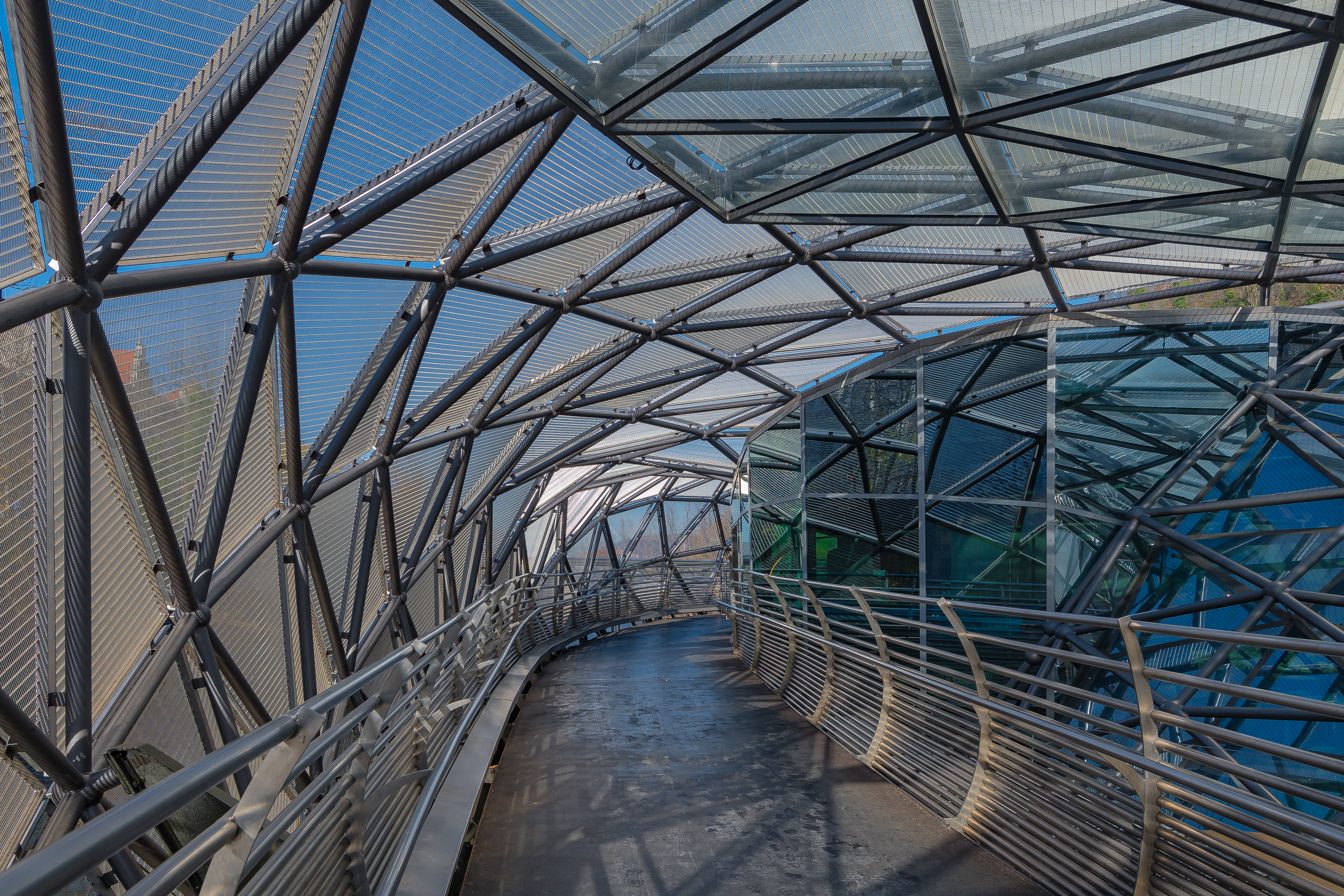
Le conduit d'accès.